# 碓氷峠 (神奈川県)
碓氷峠（うすいとうげ）は、神奈川県足柄下郡箱根町宮城野にある峠。
「臼井峠」「碓井峠」「碓日峠」など、時代や文献により峠名の表記が異なるが、全て同じ峠を指す。

## 概要
国道138号（箱根裏街道）の北の山中を走り、宮城野集落と仙石原集落を結ぶ細い峠道上に存在する。
山深いところに位置するが、峠のある場所は北にある明神ヶ岳から続く箱根山の古期外輪山の山裾と中央火口丘の一部が重なった部分にあたるほか、道自体が急勾配を避けて標高650メートルの附近の山腹に当たる部分を南東から北西に横切っており、峠自体は比較的緩やかである。
周囲は箱根の山中であり、碓氷梅林以外に取り立てて観光地などはないが、峠附近には休憩用の東屋と、ヤマトタケル伝説（後述）に基づいて大正6年（1917年）に立てられた「吾妻はや」の記念碑がある。
なおこの峠を通る道は「碓氷道」と呼ばれる箱根越えの古道であり、国道が通じる前は両集落を結ぶ主要道でもあった。また古くは南足柄市方面から静岡県御殿場市方面を結ぶ幹線道であり、一部では古代の東海道そのものかもしくはそれに関係する街道とされることもあるがつまびらかでない。

## ヤマトタケル伝説との関係
上述の通り、この峠は『古事記』『日本書紀』に登場する英雄・ヤマトタケルの伝説の地とされている。東征の途中で荒れ狂った海の神を鎮めるために入水した弟橘媛（おとたちばなひめ）を偲んで、「吾妻はや」（あづまはや、「吾（我）が妻や」という意味）と3回嘆いたという伝説がそれである。
これは現地に当初からあった伝説ではなく、近代の歴史学者・久米邦武が明治時代に唱えた説によって結びつけられたものである。この説は、この伝説の地が『古事記』では「足柄坂」、『日本書紀』では「碓日嶺」と場所が異なることについての考察から生じたもので、著書の中で以下のように考察を行っている。
まず久米は「吾妻はや」の語が弟橘媛をしのぶ言葉であることから、「伝説地は媛が入水した走水の海が見える場所でなければならない」とするとともに、『日本書紀』で伝説地に到るまでの道順が合理的でないとして、『日本書紀』に記された道順から言われて来た信濃国・上野国国境（長野県・群馬県県境）の碓氷峠とする説を退ける。
そして場所は『古事記』が記す「足柄坂」が正しく、『日本書紀』が記す「碓日嶺」はその別名であると考え、地質学者に委託する形で調査した結果、当峠の存在を知り伝説地としたのである。
しかしこの説は、吉田東伍の『大日本地名辞書』や地誌に引かれたりするなど、当時は一定の支持を得たものの、その後は全く顧みられておらず、研究史の中に埋もれてしまっている。